# ایرتراکتور ای‌تی-۶۰۲
ایرتراکتور ای‌تی-۶۰۲ (به انگلیسی: Air_Tractor_AT-602) یک هواگرد ملخ‌پیشین تک‌موتوره از نوع سم پاش ساخت شرکت Air Tractor است. هواگرد ایرتراکتور ای‌تی-۶۰۲ نخستین پروازش را در ۱ دسامبر ۱۹۹۵ میلادی انجام داد. این هواگرد در سال ۱۹۹۶ میلادی رسماً معرفی گردید.